# Янечкова, Ивана
Ивана (Ива) Янечкова (чеш. Ivana Janečková, род. 8 марта 1984, Рихнов-над-Кнежноу) — известная чешская лыжница, участница двух Олимпийских игр, призёр этапа Кубка мира. Специализируется в дистанционных гонках.

## Карьера
В Кубке мира Янечкова дебютировала в 2003 году, в декабре 2006 года единственный раз попала в тройку лучших на этапе Кубка мира, в эстафете. Кроме подиума на сегодняшний момент имеет 2 попадания в десятку лучших на этапах Кубка мира, оба в эстафете, в личных гонках не поднималась выше 16-го места. Лучшим достижением Янечковой в общем итоговом зачёте Кубка мира является 63-е место в сезоне 2009-10.
На Олимпиаде-2006 в Турине, стала 23-й в дуатлоне 7,5+7,5 км, 6-й в эстафете и 27-й в масс-старте на 30 км.
На Олимпиаде-2010 в Ванкувере, стартовала в четырёх гонках: 10 км коньком — 32-е место, эстафета — 12-е место и масс-старт на 30 км — 40-е место. Так же была заявлена на дуатлон 7,5+7,5 км, но не вышла на старт.
За свою карьеру участвовала в пяти чемпионатах мира, лучший результат 5-е место в эстафете на чемпионате мира — 2007 в Саппоро, в личных гонках не поднималась выше 21-го места.
Использует лыжи производства фирмы Fischer.